# 2021 في فلسطين
تحتوي هذه المقالة على أهم الأحداث التي شهدتها دولة فلسطين في 2021، إضافة إلى أهم الشخصيات الفلسطينية المتوفية في هذه السنة.

## السياسة
الرئيس: محمود عباس.
رئيس مجلس الوزراء: محمد اشتية.

### تعيينات
- 3 يناير: عُين فراس عبد الرحيم حمدان ملحم محافظًا لسُلطة النقد الفلسطينية.[1][2]
- 6 يناير:
  - عُين رائد محمود رضوان دار زيادة رئيسًا لهيئة مكافحة الفساد الفلسطينية.[3]
  - عُين طلال عثمان جبر دويكات مفوضًا عامًا لهيئة التوجيه السياسي والوطني وناطقًا باسم الأجهزة الأمنية الفلسطينية.[4]

- 29 يوليو: عُين عيسى أحمد عبد الحميد قراقع رئيسًا للمكتبة الوطنية الفلسطينية.[5]
- 4 سبتمبر: عبد الناصر محمد توفيق زيد رئيسًا لجامعة النجاح الوطنية.[6]
- 2 أكتوبر: عُين اللواء يوسف الحلو مديرًا عامًا لجهاز الشرطة الفلسطينية.[7]
- أكتوبر، أدى فايز أبو عيطة اليمين القانونية سفيرًا لدولة فلسطين لدى الجزائر.[8]

### إعفاءات
- 27 يونيو: أُقيل إيهاب بسيسو من منصبه رئيسًا للمكتبة الوطنية الفلسطينية.[9]

### اعتمادات دبلوماسية

#### سفراء فلسطين
- 25 فبراير: سلّم لؤي محمود طه عيسى أوراق اعتماده كأول سفير مقيم لدولة فلسطين لدى جمهورية طاجيكستان إلى رئيس الجمهورية إمام علي رحمن.[10]

- 1 أبريل: سلّم محمد قاسم أسعد الأسعد أوراق اعتماده سفيرًا لدولة فلسطين لدى موريتانيا إلى وزير الشؤون الخارجية والتعاون الموريتاني في الخارج إسماعيل ولد الشيخ أحمد.[11]
- 8 يونيو: سلّم سمير حسين علي الرفاعي أوراق اعتماده سفيرًا لدولة فلسطين لدى سوريا إلى وزير الخارجية والمغتربين السوري فيصل المقداد.[12]
- 14 يونيو: تقبل الرئيس السوري بشار الأسد أوراق اعتماد سفير دولة فلسطين لدى سوريا سمير حسين علي الرفاعي.[13]
- 20 أغسطس: سلّم عصام توفيق محمد مصالحة أوراق اعتماده سفيرًا لدولة فلسطين لدى رومانيا إلى وزير الخارجية الروماني بوغدان اوريسكو.[14]
- 27 أغسطس: سلّم عبد الله عطاري أوراق اعتماده سفيرًا لدولة فلسطين لدى قبرص إلى الرئيس القبرصي نيكوس أناستاسيادس.[15]
- 30 سبتمبر: سلّمت حنان جرار سفيرة دولة فلسطين لدى جنوب أفريقيا أوراق اعتمادها سفيرةً غير مقيمة لدولة فلسطين لدى مملكة ليسوتو إلى الملك ليستي الثالث، تُعد أول سفيرة فلسطينية لدى ليسوتو.[16]
- 15 أكتوبر: سلّم صلاح عبد الشافي سفير دولة فلسطين لدى النمسا، والمراقب الدائم لدى المنظمات الدولية في فيينا أوراق اعتماده إلى وزير الخارجية والشؤون الأوروبية الكرواتي غوردان غريليتش رادمان، كسفير غير مقيم لدى الجمهورية الكرواتية.[17]
- 4 نوفمبر: سلّمت هالة فرحان محمد أبو حصيرة أوراق اعتمادها سفيرةً ورئيسةً لبعثة فلسطين في فرنسا إلى الرئيس الفرنسي إيمانويل ماكرون.[18]
- 1 ديسمبر: سلّم فايز محمد محمود أبو عيطة أوراق اعتماده في سفيرًا لدولة فلسطين لدى الجزائر إلى الرئيس الجزائري عبد المجيد تبون.[19]

#### سفراء لدى فلسطين
- 12 يناير: سلّم مارتين ارنيستو لافورجيه أوراق اعتماده رئيسًا لمكتب تمثيل الأرجنتين لدى دولة فلسطين إلى وزير الخارجية والمغتربين رياض المالكي.[20]
- 26 يناير: سلّم بيدرو بلانكو بيريز أوراق اعتماده رئيسًا لمكتب تمثيل المكسيك في فلسطين إلى وزير الخارجية والمغتربين رياض المالكي.[21]
- 9 فبراير:
  - سلّم إيدربيك توماتوف في العاصمة الأردنية عمان أوراق اعتماده سفيرًا غير مقيمًا لكازاخستان لدى دولة فلسطين إلى وزير الخارجية والمغتربين الفلسطيني رياض المالكي.[22]
  - سلّمت ناهده سُبحان في العاصمة الأردنية عمان أوراق اعتمادها سفيرةً غير مقيمة لجمهورية بنغلادش الشعبية لدى دولة فلسطين إلى وزير الخارجية والمغتربين الفلسطيني رياض المالكي.[23]
  - سلّم حيدر منصور العذاري في العاصمة الأردنية عمان أوراق اعتماده سفيرًا مفوضًا فوق العادة غير مقيم لجمهورية العراق لدى فلسطين إلى وزير الخارجية والمغتربين الفلسطيني رياض المالكي.[24]
- 9 مارس:
  - سلّم سفين كون فون بورغ سدورف أوراق اعتماده رئيسًا لمكتب تمثيل الاتحاد الأوروبي لدى دولة فلسطين إلى الرئيس محمود عباس.[25]
  - سلّم روبيرتو خوسيه موراليس فوينتس أوراق اعتماده سفيرًا فوق العادة، مفوضًا لجمهورية نيكارغوا لدى دولة فلسطين إلى الرئيس محمود عباس.[26]
  - تقبل الرئيس محمود عباس أوراق اعتماد دون سكستون رئيس مكتب تمثيل جمهورية أيرلندا لدى السلطة الفلسطينية بعدما سلّمها في 30 سبتمبر 2020.[27] وأوراق اعتماد بايفيي بلتكوسكي تسليم أوراق اعتمادها رئيسةً لمكتب تمثيل فنلندا في رام الله بعدما سلّمتها في 16 سبتمبر 2020.[28] وأوراق اعتماد فيكتور فافريكا تسليم أوراق اعتماده رئيسًا لممثلية سويسرا في رام الله بعدما سلّمها في 16 يونيو 2020.[29]
  - سلّم جوسيببي فيديلي أوراق اعتماده قنصلًا عامًا لجمهورية إيطاليا في القدس إلى الرئيس محمود عباس.[30]
- 10 مارس: تقبل الرئيس محمود عباس أوراق اعتماد كل من: طارق طايل رئيس مكتب تمثيل جمهورية مصر العربية لدى دولة فلسطين إلى الرئيس محمود عباس بعدما سلّمها في 24 نوفمبر 2020.[31] وأوراق اعتماد فرانكلين أكويلينا رئيس مكتب تمثيل مالطا في رام الله بعدما سلّمها في 8 أكتوبر 2020.[32] وأوراق اعتماد فبيدرو بلانكو بيريز رئيس مكتب تمثيل المكسيك في فلسطين بعدما سلّمها في 26 يناير 2021.[33] وأوراق اعتماد مارتين ارنيستو لافورجيه رئيس مكتب تمثيل الأرجنتين لدى دولة فلسطين بعدما سلّمها في 12 يناير 2021.[34] وأوراق اعتماد مارتين ارنيستو لافورجيه رئيس مكتب تمثيل الأرجنتين لدى دولة فلسطين بعدما سلّمها في 12 يناير 2021.[34] وأوراق اعتماد بيرتاس فينيسكايتيس رئيس مكتب تمثيل جمهورية ليتوانيا في رام الله بعدما سلّمها في 23 ديسمبر 2020.[35]
- 31 مارس: سلّم أليساندرو وارلي كاندياس أوراق اعتماده رئيسًا لمكتب تمثيل البرازيل لدى دولة فلسطين إلى وزير الخارجية رياض المالكي.[36]
- 28 أبريل: سلّم كريستيان هودجيز نجت أوراق اعتماده رئيسًا لمكتب تمثيل تشيلي لدى دولة فلسطين إلى وزير الخارجية رياض المالكي.[37]
- 29 أبريل: سلّم موكل آرايا أوراق اعتماده رئيسًا لمكتب تمثيل الهند لدى دولة فلسطين إلى وزير الخارجية رياض المالكي.[38]

- 16 يونيو: تقبل الرئيس محمود عباس أوراق اعتماد: أليساندرو وارلي كاندياس رئيس مكتب تمثيل البرازيل لدى دولة فلسطين والذي سلّمها في 31 مارس 2021.[39] أوراق اعتماد كريستيان هودجيز رئيس مكتب تمثيل تشيلي لدى دولة فلسطين والذي سلّمها في 28 أبريل 2021.[40] وأوراق اعتماد موكل آرايا رئيس مكتب تمثيل الهند لدى دولة فلسطين حيث سلّمها في 29 أبريل 2021.[41]
- 14 يوليو: سلمت ديان كورنر أوراق اعتمادها قنصلًا عامًا لبريطانيا في القدس إلى وزير الخارجية رياض المالكي.[42]
- 3 أغسطس: سلّم نوالاج بنت كوري أوراق اعتماده سفيرًا لجمهورية سريلانكا الديمقراطية الاشتراكية لدى فلسطين إلى وزير الخارجية رياض المالكي.[43]
- 11 أغسطس: سلّم كيتل كارلسن أوراق اعتماده رئيسًا لمكتب تمثيل مملكة الدنمارك في رام الله إلى وزير الخارجية رياض المالكي.[44]
- 12 أغسطس: سلّم أوليفر أوفتشا أوراق اعتماده ممثلًا لجمهورية ألمانيا الاتحادية في رام الله إلى وزير الخارجية رياض المالكي.[45]
- 18 أغسطس: سلّم ديميتريس أسوس أوراق اعتماده رئيسًا لمكتب تمثيل قبرص لدى دولة فلسطين إلى وزير الخارجية رياض المالكي.[46]
- 15 سبتمبر: تقبل الرئيس محمود عباس أوراق اعتماد السفراء المقيمين في الأردن: ماتو زيكو سفير البوسنة والهرسك، وحاجي مهادي مايدين سفير بروناي، وإيداربيك توماتوف سفير جمهورية كازاخستان، وحيدر منصور العذاري سفير جمهورية العراق، وناهدة سُبحان سفيرة جمهورية بنغلادش الشعبية، وداتو- جيليد كوميندنغ سفير ماليزيا، حيث سلّموا أوراق اعتمادهم في السفارة الفلسطينية بالعاصمة الأردنية عمان في مراسم تمت عبر تقنية مؤتمرات الفيديو.[47]
- 16 سبتمبر: تقبل الرئيس محمود عباس أوراق اعتماد السفراء المقيمين في مصر: سيليستن جون بول اكولافوا سفير جمهورية الكونغو، وتران ثان كونغ سفير جمهورية فيتنام الاشتراكية، وتانيا أجوير فيرناندز سفيرة جمهورية كوبا، وزادا مهامان بشير سفير جمهورية النيجر، ومامادو مانجرا سفير جمهورية مالي، ونيلسون مانويل كوسمي سفير جمهورية أنجولا، ومانويل موراليس لاما سفير جمهورية الدومينكان، ونورا أببا ريمي سفيرة جمهورية نيجيريا الاتحادية، وفيليو هانوشيكي هيفينداكا سفير جمهورية ناميبيا، حيث سلّموا أوراق اعتمادهم في السفارة الفلسطينية بالعاصمة المصرية القاهرة في مراسم تمت عبر تقنية مؤتمرات الفيديو.[48]
- 29 سبتمبر:
  - سلّم أدولفو تيتو يلانا أوراق اعتماده ممثلًا للفاتيكان في فلسطين إلى وزير الخارجية رياض المالكي.[49]
  - سلّم ويلدفريد فيفر أوراق اعتماده رئيسًا لممثلية مملكة بلجيكا في رام الله إلى وزير الخارجية رياض المالكي.[50]
- 30 سبتمبر: سلّم جوليوس ليلجيستروم أوراق اعتماده قنصلًا عامًا للسويد في القدس إلى وزير الخارجية رياض المالكي.[51]
- 14 أكتوبر: تقبل الرئيس محمود عباس أوراق اعتماد أدولفو تيتو يلانا القاصد الرسولي، ممثل الفاتيكان لدى دولة فلسطين الذي كان قد سلّمها في 29 سبتمبر 2021.[52] كما تقبل أوراق اعتماد سفير جمهورية سريلانكا الديمقراطية الاشتراكية لدى دولة فلسطين نوالاج بنت كوري الذي سلّمها في 3 أغسطس 2021،[53] وأوراق اعتماد ديميتريس أسوس سفير جمهورية قبرص لدى دولة فلسطين والذي سلّمها في 18 أغسطس 2021.[54]
- 21 نوفمبر: سلّم مكسيم تيوكن أوراق اعتماده رئيسًا لمكتب تمثيل أوركرانيا لدى السلطة الفلسطينية.[55]

## الأحداث

### يناير
- 1 يناير:
  - أصدر رئيس دولة فلسطين محمود عباس قرارًا بالعفو الخاص عن عدد من المحكومين الجنائيين بمناسبة عيد الميلاد، ورأس السنة الميلادية، وذكرى انطلاقة الثورة الفلسطينية المعاصرة.[56]
  - منح رئيس دولة فلسطين محمود عباس المخرج السوري حاتم علي وسام الفنون والثقافة والعلوم النجمة الكبرى تقديرًا لجهوده.[57]
  - قام مستوطنون إسرائيليون من مستوطنة رفافا القائمة فوق أراضي بلدة حارس شمال غرب محافظة سلفيت باقتلاع نحو 300 شجرة زيتون في منطقة الطائرات في البلدة.[58]
- 4 يناير: أعلن رئيس وزراء دولة فلسطين محمد اشتية عن إلغاء وضم ودمج 30 مؤسسة حكومية غير وزارية لأجل تحسين الخدمات ورفع مستوى التنسيق ومنع الازدواجية وترشيد النفقات.[59]
- 7 يناير: اعتبرت وزارة الأوقاف والشؤون الدينية الفلسطينية قرار الاحتلال الإسرائيلي بإغلاق الحرم الإبراهيمي في مدينة الخليل عشرة أيام نتيجة جائحة فيروس كورونا تجاوزًا للسيادة الفلسطينية.[60]

### مايو
- 7 مايو 2021 الموافق 25 رمضان 1442، وقعت مواجهات بين شبان فلسطينيين ومجموعة من المستوطنين الإسرائيليين كانت بحماية قوات الاحتلال الإسرائيلي بعدما اعتدى المستوطنون على وقفة تضامنية مع أهالي حي الشيخ جراح، حيث هاجم المستوطنون المتضامنون برش غاز الفلفل أثناء إفطارهم وقت صلاة المغرب، إضافة إلى استخدامهم أدوات حادة والحجارة نتج عنها إصابات.[61][62][63] بحلول صلاة العشاء، اقتحم آلاف من جنود الشرطة الإسرائيلية باحات المسجد الأقصى واعتدوا على المُصلين أثناء تأديتهم الصلاة بقنابل الغاز والصوت والرصاص المعدني المُغلف بالمطاط؛ مما أسفر عن إصابة أكثر من 205 فلسطيني في المسجد الأقصى وباب العامود والشيخ جراح؛[61] مما اضطر جمعية الهلال الأحمر الفلسطيني عن افتتاح مستشفى ميداني في حي الصوانة شرق الحرم القدسي.[61][64] من بين الإصابات، 3 أُصيبوا في العين حيث فقد أحدهم عينه، و2 إصابة خطيرة في الرأس، وإصابتان بكسر في الفك.[65]
- 10 مايو 2021 الموافق 28 رمضان 1442 هـ، وقعت مواجهات عنيفة صباح يوم الاثنين بعدما اقتحم آلاف من أفراد الشرطة الإسرائيلية المسجد الأقصى، حيث أطلقوا الرصاص الحي، والرصاص المُغلف بالمطاط وقنابل الصوت والغاز، واعتدوا على الصحفيين والمُسعفين، وأغلقوا العيادة الصحية في المسجد الأقصى ومنعوا نقل المصابين إلى المستشفيات. أسفرت المواجهات عن إصابة أكثر من 331 فلسطيني بينهم 7 حالات خطرة للغاية في المسجد ومحيط البلدة القديمة نُقل 228 إصابة إلى مستشفيات جمعية المقاصد الخيرية الإسلامية، ومستشفى المُطلع، ومستشفى الفرنساوي، والمستشفى الميداني للهلال الأحمر في حي الصوانة.[66][67]
  - أعلنت كتائب الشهيد عز الدين القسام توجيهها ضربات صاروخية تجاه مواقع الاحتلال الإسرائيلي في مدينة القدس.[68] كما أعلنت سرايا القدس مسؤوليتها عن استهداف دورية عسكرية إسرائيلية.
  - قال جيش الاحتلال الإسرائيلي إنه تم إطلاق 7 صواريخ باتجاه القدس ومستوطنة بيت شيمش وتم اعتراض صاروخ واحد.[69]
  - أعلن مجلس الوزراء الإسرائيلي في وقت لاحق من اليوم اتفاقه على شن غارة على قطاع غزة ردًا على إطلاق الصواريخ.[70]
  - أعلنت وزارة الصحة في غزة استشهاد 20 مدنيًا فلسطينيًا بينهم قائد ميداني في كتائب القسام و9 أطفال.[71][72]
  - أعلن الرئيس الفلسطيني محمود عباس إلغاء مظاهر عيد الفطر كافة، وتنكيس الأعلام والحداد.[73]
- 21 مايو: استقبل رئيس دولة فلسطين محمود عباس وزير الخارجية الأردني أيمن الصفدي في مقر الرئاسة الفلسطينية «المقاطعة» في مدينة البيرة.[74]
- 24 مايو: استقبل رئيس دولة فلسطين محمود عباس وزير الخارجية المصري سامح شكري في مقر الرئاسة الفلسطينية «المقاطعة» في مدينة البيرة.[75]
- 25 مايو: استقبل رئيس دولة فلسطين محمود عباس وزير الخارجية الأمريكي أنتوني بلينكن في مقر الرئاسة الفلسطينية «المقاطعة» في مدينة البيرة.[76]
- 26 مايو: استقبل رئيس دولة فلسطين محمود عباس وزير الخارجية البريطاني دومينيك راب في مقر الرئاسة الفلسطينية «المقاطعة» في مدينة البيرة.[77]

### يونيو
- 10 يونيو: أعلنت وزارة الصحة الفلسطينية استشهاد 3 فلسطينيين وإصابة آخر إثر اشتباك مسلح مع قوة إسرائيلية خاصة تسللت إلى مدينة جنين شمالي الضفة الغربية بهدف الاعتقال، من بينهم اثنان من عناصر جهاز الاستخبارات العسكرية الفلسطينية في مديرية جنين والآخر أحد عناصر المقاومة الفلسطينية.[78]

- 24 يونيو: أدانت وزارة الخارجية والمغتربين الفلسطينية قرار هندوراس نقل سفارتها لدى إسرائيل إلى مدينة القدس من تل أبيب، حيث افتتح مبنى السفارة بحضور رئيس هندوراس.[79]

## وفيات
- 8 يناير: أنيس مصطفى القاسم، سياسي فلسطيني، وأحد مؤسسي منظمة التحرير الفلسطينية.
- 14 يناير: إدمون روفائيل، عالم كيمياء فلسطيني–ألماني.[80]
- 1 فبراير: عبد الستار قاسم، سياسي وكاتب وأكاديمي فلسطيني.
- 10 فبراير: وليد عبد الرحيم، سفير دولة فلسطين لدى الأوروغواي.
- 11 فبراير: إبراهيم اليازوري، سياسي فلسطيني.
- 14 فبراير: مريد البرغوثي، شاعر فلسطيني.
- 20 فبراير: محمد وهيب، مغني فلسطيني–أردني.
- 14 مارس: منير العبوشي، سياسي فلسطيني.
- 22 مارس: محمود بكر حجازي، أول أسير فلسطيني في سجون الاحتلال الإسرائيلي بعد انطلاق الثورة الفلسطينية المعاصرة.
- 24 مارس: حسين حسين الشرقاوي، كان ممثلًا لمنظمة التحرير الفلسطينية لدى المملكة العربية السعودية بين عامي 1968 و1973 ويُعد أول ممثل لها.
- 25 مارس: عمر صالح عبد الله برغوثي (أبو عاصف)، سياسي فلسطيني.
- 5 أبريل: عز الدين المناصرة، شاعر وناقد أدبي فلسطيني.
- 16 أبريل: محمود الخالدي، ممثل منظمة التحرير الفلسطينية لدى سوريا بين عامي 1969 و2021.
- 11 يونيو: سميرة الخطيب، كاتبة وشاعرة فلسطينيّة.
- 24 يونيو:
  - نزار بنات، سياسي فلسطيني.
  - عبد الناصر النجار، صحفي ومؤلف وأستاذ جامعي فلسطيني، كان نقيبًا للصحفيين الفلسطينيين حتى استقالته عام 2016.[81]
- 17 يوليو:
  - محمد ملحم، عمدة وسياسي فلسطيني.
  - زياد الظاهر، فنانُ تشكيليٌ ومهندسٌ فلسطيني.
- 9 سبتمبر: أمير عبد العزيز رصرص، عالم دين.
- 22 أكتوبر: موسى كمال، 86، عالم هندسة كيميائية وبروفيسور فلسطيني كندي.
- 8 ديسمبر: حسن البطل، 77، كاتب وصحفي فلسطيني.[82]
- 16 ديسمبر: محمد القدوة، سياسي فلسطيني، كان أول لمحافظ لمحافظة غزة.